# 쇠풀속
쇠풀속(Schizachyrium)은 벼과의 한 속이다. 높이 1.2 미터까지 자랄 수 있으며, 보통 줄기는 누렇게 죽는다.